# Carla Amtmann
Carla Andrea Amtmann Fecci (Valdivia, 27 de junio de 1987) es una profesora y política chilena. Desde junio de 2021 ejerce como alcaldesa de la comuna de Valdivia, capital de la Región de Los Ríos.

## Vida personal
Nacida en Valdivia. Es hija de Carlos Alberto Amtmann Moyano, académico y ex Rector de la Universidad Austral de Chile, y de Ester Aurora Fecci Pérez, académica de la Facultad de Ciencias Económicas y Administrativas de la Universidad Austral de Chile. Terminó su enseñanza media en Colegio Domus-Mater de Valdivia.
Profesora de Historia, Geografía y Ciencias Sociales de la Pontificia Universidad Católica de Valparaíso en 2012, Magíster en Economía Aplicada en Políticas Públicas en la Universidad Alberto Hurtado y Magíster en Política Internacional y Desarrollo Económico en la Universidad de Fordham.

## Carrera política
Fue presidenta de la Federación de Estudiantes de la Pontificia Universidad Católica de Valparaíso de 2008 a 2009.
En 2017 postuló como candidata a diputada por el pacto Frente Amplio, en las elecciones parlamentarias de 2017 por el Distrito 24, pero no fue electa.
En 2021 fue la candidata de Revolución Democrática para la alcaldía del municipio de Valdivia en las elecciones municipales 2021, en la cual consiguió ser electa con el 49 % de los votos. Asumió sus funciones oficialmente el 28 de junio de 2021. Logró su reelección en 2024 en las  Elecciones municipales de Valdivia por el Frente Amplio.

## Historial electoral
| Año  | Tipo           | Territorio    | Pacto               | Partido | Votos  | %     | Resultado          |
| ---- | -------------- | ------------- | ------------------- | ------- | ------ | ----- | ------------------ |
| 2017 | Parlamentarias | 24.º distrito | Frente Amplio       | RD      | 7736   | 5.6   | No electa diputada |
| 2021 | Municipales    | Valdivia      | Frente Amplio       | RD      | 29 226 | 49.39 | Alcaldesa          |
| 2024 | Municipales    | Valdivia      | Contigo Chile Mejor | FA      | 40 360 | 37.98 | Alcaldesa          |